# Muzeum Niepodległości w Warszawie
Muzeum Niepodległości w Warszawie – muzeum utworzone 30 stycznia 1990 r. w wyniku przekształcenia Muzeum Historii Polskiego Ruchu Rewolucyjnego oraz Muzeum Lenina w Muzeum Historii Polskich Ruchów Niepodległościowych i Społecznych. Upamiętnia historię dążeń Polaków do niepodległości. Organizatorem muzeum jest samorząd województwa mazowieckiego.

## Opis
Siedziba główna muzeum mieści się pałacu Przebendowskich przy al. „Solidarności” 62. Posiada trzy oddziały: 
- Muzeum X Pawilonu Cytadeli Warszawskiej,
- Muzeum Więzienia Pawiak,
- Mauzoleum Walki i Męczeństwa.

## Dyrektorzy
- dr Andrzej Stawarz (1990-2009)
- dr Tadeusz Skoczek (od 2009)

## Wystawy stałe w siedzibie głównej
- Z Orłem Białym przez wieki. Godło i herb państwa polskiego w rozwoju historycznym[4].
- Polonia Restituta. O niepodległość i granice 1914–1921[4].
- Kresy Bezkresy[4]

## Wydawane czasopisma
- Kwartalnik Kresowy[5]
- Niepodległość i Pamięć[6]

## Galeria

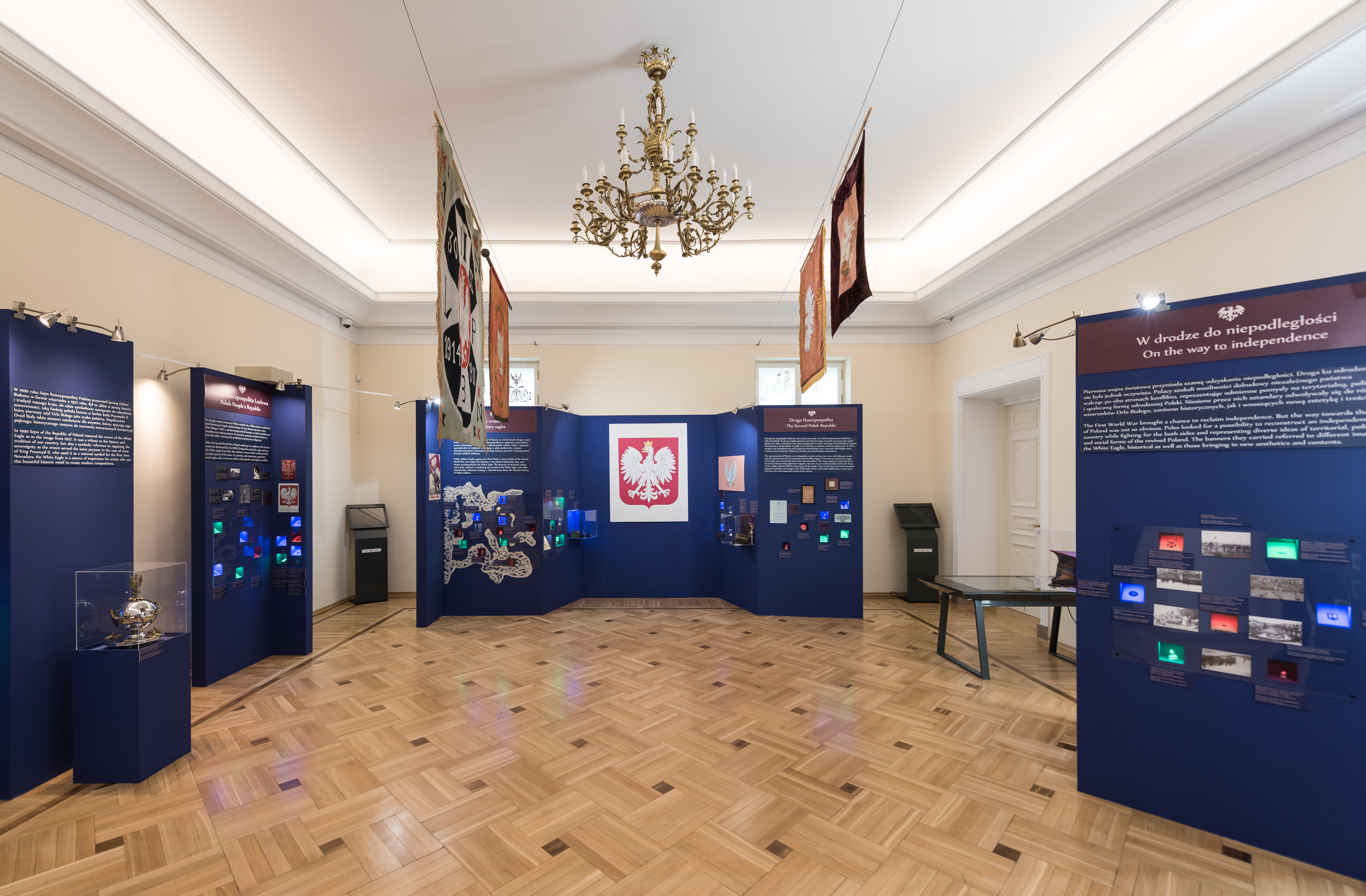
Wystawa stała Z Orłem Białym przez wieki. Godło i herb państwa polskiego w rozwoju historycznym
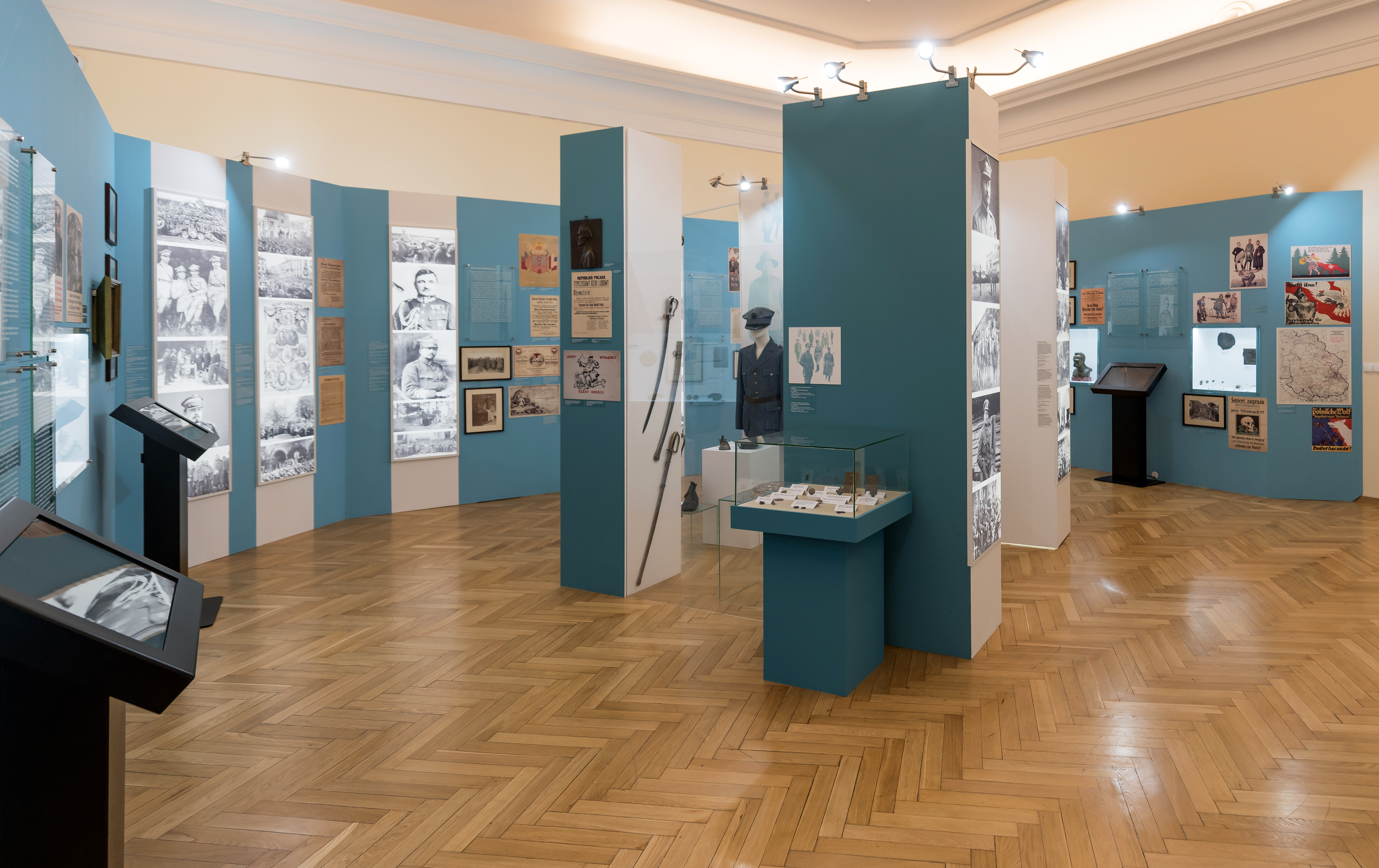
Wystawa stała Polonia Restituta. O niepodległość i granice 1914–1921
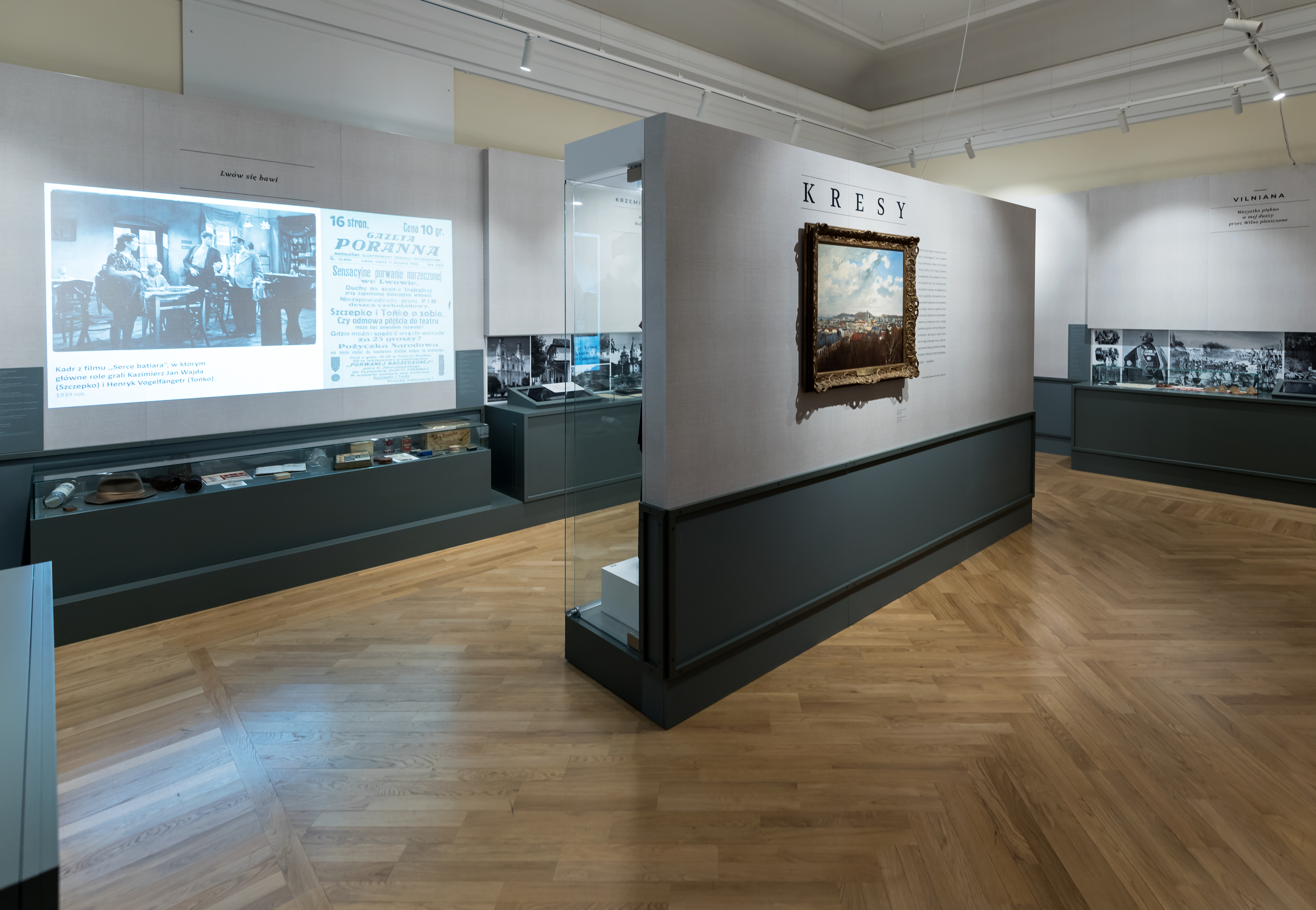
Wystawa stała Kresy Bezkresy